# Эккерт, Эрнст
Эрнст Рудольф Георг Эккерт (англ. Ernst R. G. Eckert; 13 сентября 1904 года — 8 июля 2004 года) — немецкий (затем — американский) учёный, специализировался в области теплообмена. Развил технологию охлаждения авиационных двигателей.

## Биография
Получил инженерное образование в Чешском техническом университете в Праге (1927), окончил докторантуру в 1931 году и хабилитированный в 1938 году. В 1935 году перебрался в Данциг, где Эрнст Шмидт, профессор и директор лаборатории двигателей, проводил исследования по тепловому излучению твердых тел и газов.
В 1937 году последовал за Шмидтом в Брауншвейг. Работал по ракетной тематике и в области реактивных двигателей в институте аэронавтики в Брауншвейге. В 1943 году Эккерт покинул свой академический пост в Технологическом институте в Брауншвейге (но сохранил свою должность в Институте аэронавигационных исследований) и вернулся в технологический институт в Праге в качестве профессора Института термодинамики. Он продолжал сохранять обе эти позиции до конца Второй мировой войны.
В ходе реализации операции «Скрепка» оказался в США. С 1945 года — на авиабазе Райт-Паттерсон. С 1951 года в Университете Миннесоты, в отделе машиностроения. С 1973 года на пенсии.
Опубликовал более 550 научных работ и книг.
Число Эккерта в динамике жидкости было названо в его честь.
Первый лауреат Премии имени Макса Джейкоба (1961).